# Gianni Pulone
Gianni Pulone (Roma, 4 marzo 1943 – 8 febbraio 2010) è stato un attore italiano.

## Biografia
Dopo aver frequentato negli anni sessanta il CUT (Centro Universitario Teatrale), si iscrive al Centro Sperimentale di Cinematografia dove si diploma come attore nel 1967. Dal 1969 al 1971 lavora al Piccolo di Milano. In quegli anni parallelamente all'attività teatrale e fino al 1975 svolge un'importante attività televisiva prendendo parte a numerosi sceneggiati. Nel 1972 realizza la sua prima esperienza teatrale in un piccolo teatro di Ostia, mettendo in scena Massimone e il re troppo mangione, uno spettacolo ispirato alla Rivoluzione Francese, usando marionette costruite con materiali di recupero. Basato sull'improvvisazione, lo spettacolo affidava ai bambini intervenuti il ruolo del popolo con facoltà decisionali sulle sorti del re e dei rivoluzionari. L'esperimento offriva in tal modo interessanti e a volte sorprendenti spunti di riflessione sulla storia. Dal 1976 si dedica quasi esclusivamente al teatro negli anni in cui a Roma la "sperimentazione" si imponeva all'attenzione del pubblico e della critica. Gianni Pulone, non più soltanto attore ma anche regista, dirige e interpreta una serie di spettacoli proponendo nuovi linguaggi, alla ricerca di un teatro "non realistico" nel quale cioè la realtà potesse configurarsi in palcoscenico al di fuori del "realismo". In questo senso e in collaborazione con Andreina De Cesare sperimenta l'uso di pupazzi, maschere, burattini, marionette risolvendo la loro fissità in una sintesi interpretativa di rara suggestione, che usata ai fini della messinscena indicava un'ulteriore possibilità di approfondimento del testo. Pupazzi, maschere, burattini, marionette si rivelano dunque non come semplici soluzioni estetiche, ma come soggetto e oggetto drammaturgico e in tal senso lungi dal sostituirsi all'attore che li anima ne valorizzano gesto e interpretazione. Per ognuno di questi spettacoli Gianni Pulone esige sempre musiche originali chiedendo la collaborazione di validi musicisti come Vittorio Gelmetti, Roberto Spizzichino e Claudio Maioli. Gli spettacoli riscuotono non solo il consenso del pubblico e della critica, ma anche riconoscimenti internazionali. Nel 1976 L’amore di Don Perlimplin e di Belisa nel suo giardino di Fedrico Garcia Lorca va in scena al Metateatro. nel 1981, presentato al XIV° Festival Internazionale di Sitges 16-25 ottobre (Spagna), dove vince il premio Cau Ferrat quale miglior contributo artistico. Nel 1979, a San Benedetto del Tronto, conduce per mesi un laboratorio teatrale teso al recupero e alla valorizzazione della cultura marinara. L'esperienza contribuì, tra l'altro, alla costituzione di un museo della marineria. Collaboravano al progetto Vittorio Gelmetti per i linguaggi musicali e il mimo Roy Bosier per il linguaggio del corpo. Dal 1997 al 2006 abbandona progressivamente il teatro rappresentato per tornare alla didattica e all'animazione alle quali si era dedicato in passato. Inizia così una nuova esperienza, una lunga collaborazione con il CIM (Centro d'igiene mentale) di Val Cannuta (ora Centro Diurno di Valle Aurelia) conducendo un delicato e difficile laboratorio teatrale con i pazienti, realizzando letture di brevi testi teatrali, scenette e brani letterari, e una messinscena de Il piccolo principe di Antoine de Saint-Exupery, seppure limitatamente alla parte in cui si narra il viaggio tra i pianeti. Lo spettacolo oltre ad essere rappresentato a Roma al teatro dell'Orologio fu ospitato anche in un CIM di Venezia nel 1998. Nel 1999 è chiamato allo stabile di Torino per lo spettacolo Commedia senza titolo di Anton Cecov con la regia di Gabriele Lavia.

## Teatro

### Attore
196? La casa crolla di A. Fiocco, regia di Giorgio Bandini 196? Pittura su legno di Ingmar Bergman regia di Ernesto G.Laura, 1966 Elettra di Sofocle regia di Flaminio Bollini; 1966 Antonello Capobrigante di Vincenzo Padula (riduzione Ghigo De Chiara) regia di Paolo Gazzara; 1968 La suocera di Terenzio (nel ruolo di Parmenone. protagonista Nino Besozzi), regia Alvise Sapori, 1968 Asinaria di Plauto con Aldo Pierantoni, regia di Marco Mariani e 1968 Pirandello oggi di Laura Di Nola. 1969-1970 Timone d’Atene di William Shakespeaere Piccolo Teatro di Milano, regia di Marco Bellocchio (recitano tra gli altri Salvo Randone e Franco Parenti) 1970-1971 Santa Giovanna dei Macelli di Bertold Brecht Piccolo Teatro di Milano, regia di Giorgio Strehler con Valentina Cortese e Glauco Mauri).

### Regie e interpretazioni teatrali
1972 Massimone e il Re troppo mangione. 1976 L’amore di Don Perlimplino e di Belisa nel suo giardino di Federico G. Lorca. 1977 Bertrand de Born di Lev Lunc. 1980 Pugacev di Serghej Esenin (nel 1981 lo spettacolo fu rappresentato ad Atene) 1983 Il diario di un pazzo di Nikolaj Gogol  (lo spettacolo fu rappresentato nel 1982 Spagna e nel 1988 Ungheria). 1985 Il labirinto di Fernando Arrabal. 1986 Il buco di Achim von Arnim, 1987. Io , Mefistofele, Faust e Margherita di Rodolfo Traversa da Paul Valery. 1987 Il piccolo principe di Antoine de Saint-Exupery  1995 Il veleno del teatro di Rudolf Turo Sirera. 1999 Jean Tardieu poeta dell’assurdo (La serratura, Il Signor io e Il medico e la morte). 2001 Si parva licet( Compagnia di Stefano Landi, La lettera U di Iginio U. Tarchetti, Si parva licet di Cesare Pavese). 2002 Il conte Ory di Sandro Bajini.

## Filmografia

### Cinema
- Un amico, regia di Ernesto Guida (1967)
- Una ragazza tutta d'oro, regia di Mariano Laurenti (1967) – non accreditato
- Italian Secret Service, regia di Luigi Comencini (1968)
- Fenomenal e il tesoro di Tutankamen, regia di Ruggero Deodato (1968)
- Samoa, regina della giungla, regia di Guido Malatesta (1968)
- Banditi a Milano, regia di Carlo Lizzani (1968)
- Rose rosse per il führer, regia di Fernando Di Leo (1968)
- Testa di sbarco per otto implacabili, regia di Alfonso Brescia (1968)
- Silvia e l'amore, regia di Sergio Bergonzelli (1968)
- Vendetta per vendetta, regia di Mario Colucci (1968)
- Eva la Venere selvaggia, regia di Roberto Mauri (1968)
- I 2 pompieri, regia di Bruno Corbucci (1968)
- El Zorro (La Volpe), regia di Guido Zurli (1968)
- Commandos, regia di Armando Crispino (1968)
- El "Che" Guevara, regia di Paolo Heusch (1968)
- Sharaz (La esclava del paraíso), regia di José María Elorrieta (1968)
- Serafino, regia di Pietro Germi (1968)
- L'amante di Gramigna, regia di Carlo Lizzani (1968)
- Due volte Giuda, regia di Nando Cicero (1969)
- Un corpo caldo per l'inferno, regia di Franco Montemurro (1969)
- Le 10 meraviglie dell'amore, regia di Sergio Bergonzelli e Theo Maria Werner (1969)
- L'arcangelo, regia di Giorgio Capitani (1969)
- C'era una volta un gangster, regia di Marco Masi (1969)
- Gli infermieri della mutua, regia di Giuseppe Orlandini (1969)
- Vita segreta di una diciottenne, regia di Oscar Brazzi (1969)
- La porta del cannone, regia di Leopoldo Savona (1969)
- L'amore breve, regia di Romano Scavolini (1969)
- Sai cosa faceva Stalin alle donne?, regia di Maurizio Liverani (1969)
- Isabella duchessa dei diavoli, regia di Bruno Corbucci (1969)
- Le sorelle, regia di Roberto Malenotti (1969)
- Così dolce... così perversa, regia di Umberto Lenzi (1969)
- Pensiero d'amore, regia di Mario Amendola (1969)
- Il terribile ispettore, regia di Mario Amendola (1969)
- Uccidete il vitello grasso e arrostitelo, regia di Salvatore Samperi (1970)
- Che fanno i nostri supermen tra le vergini della jungla?, regia di Bitto Albertini (1970)
- Ostia, regia di Sergio Citti (1970)
- Il ragazzo dagli occhi chiari, regia di Emilio Marsili (1970)
- Uomini contro, regia di Francesco Rosi (1970)
- Vamos a matar compañeros, regia di Sergio Corbucci (1970)
- Una nuvola di polvere... un grido di morte... arriva Sartana, regia di Giuliano Carnimeo (1970)
- Le tue mani sul mio corpo, regia di Brunello Rondi (1970)
- Il sole nella pelle, regia di Giorgio Stegani (1971)
- Io Cristiana studentessa degli scandali, regia di Sergio Bergonzelli (1971)
- Il furto è l'anima del commercio!?..., regia di Bruno Corbucci (1971)
- L'uomo più velenoso del cobra, regia di Bitto Albertini (1971)
- I due della F. 1 alla corsa più pazza, pazza del mondo, regia di Osvaldo Civirani (1971)
- Prega il morto e ammazza il vivo, regia di Giuseppe Vari (1971)
- I due pezzi da 90, regia di Osvaldo Civirani (1971)
- Il diavolo a sette facce, regia di Osvaldo Civirani (1971)
- La piazza vuota, regia di Beppe Recchia (1971)
- La grande scrofa nera, regia di Filippo Ottoni (1972)
- La violenza: quinto potere, regia di Florestano Vancini (1972)
- Mimì metallurgico ferito nell'onore, regia di Lina Wertmüller (1972)
- Tutti i colori del buio, regia di Sergio Martino (1972)
- Fratello sole, sorella luna, regia di Franco Zeffirelli (1972)
- Boccaccio, regia di Bruno Corbucci (1972)
- Uomo avvisato mezzo ammazzato... parola di Spirito Santo, regia di Giuliano Carnimeo (1972)
- I due figli dei Trinità, regia di Osvaldo Civirani (1972)
- Perché quelle strane gocce di sangue sul corpo di Jennifer?, regia di Giuliano Carnimeo (1972)
- La bella Antonia, prima monica e poi dimonia, regia di Mariano Laurenti (1972)
- Il West ti va stretto, amico... è arrivato Alleluja, regia di Giuliano Carnimeo (1972)
- Alfredo Alfredo, regia di Pietro Germi (1972)
- I due gattoni a nove code... e mezza ad Amsterdam, regia di Osvaldo Civirani (1972)
- Quando la preda è l'uomo, regia di Vittorio De Sisti (1972)
- Corpo d'amore, regia di Fabio Carpi (1972)
- Passi di danza su una lama di rasoio, regia di Maurizio Pradeaux (1973)
- Non ho tempo, regia di Ansano Giannarelli (1973)
- Il maschio ruspante, regia di Antonio Racioppi (1973)
- Giochi erotici di una famiglia per bene, regia di Francesco Degli Espinosa (1975)
- L'altro Dio, regia di Elio Bartolini (1975)
- Il colpaccio (Big Pot), regia di Bruno Paolinelli (1976)
- Antonio Gramsci - I giorni del carcere, regia di Lino Del Fra (1977)
- Nella città perduta di Sarzana, regia di Luigi Faccini (1980)
- Kafka - La colonia penale, regia di Giuliano Betti (1988)
- Marco, Nicola e Batticuore, regia di Franco Villa (1992)
- Eclisse totale, regia di Pietro Nardi (1992)
- Fade out (Dissolvenza al nero), regia di Mario Chiari (1994)
- Regina Coeli, regia di Nico D'Alessandria (2000)

### Televisione
- FBI - Francesco Bertolazzi investigatore, regia di Ugo Tognazzi e Francesco Massaro – miniserie TV (1970)
- Processo per l'uccisione di Raffaele Sonzogno giornalista romano, regia di Alberto Negrin – miniserie TV (1975)
- Ritratto di donna velata, regia di Flaminio Bollini – miniserie TV (1975)
- Qui squadra mobile – serie TV, 6 episodi (1973-1976)
- Lo scandalo della Banca Romana, regia di Luigi Perelli – miniserie TV (1977)
- Il processo, regia di Luigi Di Gianni – miniserie TV (1978)
- La promessa, regia di Alberto Negrin – miniserie TV (1979)
- Bambole: scene di un delitto perfetto, regia di Alberto Negrin – miniserie TV (1980)
- Io e il duce, regia di Alberto Negrin – miniserie TV (1985)